# II. Musztafa oszmán szultán
II. Musztafa (Drinápoly, 1664. február 6. – Isztambul, 1703. december 29.) oszmán szultán 1695-től 1703-ig (ekkor megfosztották trónjától, még abban az évben elhunyt).

## Élete

### Ifjúsága
Musztafa 1664. február 6-án született IV. Mehmed és Emetullah Rábia Gülnus szultána fiaként.

### Trónra lépése
Musztafa II. Ahmed (aki a nagybátyja volt) halála után, 1695-ben lépett trónra. Trónra léptekor javában folyt a harc a magyarokkal, lengyelekkel, Velencével és Oroszországgal. Musztafa ekkor személyesen indult Magyarországra. Az első két évben Frigyes Ágost szász választófejedelemmel, császári fővezérrel szemben a szultán hadserege sikereket tudott elérni. 1695-ben a lugosi csatában az oszmánok szétverték Veterani tábornagy, erdélyi főparancsnok hadseregét, maga Veterani is elesett a harcban. 1696-ban a hetényi csatában a szultán sikerrel felmentette a császáriak által ostromolt Temesvárt. A következő évben, 1697. szeptember 11-én azonban Zentánál megsemmisítő vereséget szenvedett az új császári fővezértől, Savoyai Jenőtől.
A Balkán-félszigeten is folytonos veszteségek érték, így végül 1699. január 26-án a szultán – Hollandia és Anglia közvetítése mellett – megkötötte I. Lipót magyar királlyal a karlócai békét. Ennek értelmében nemcsak Magyarország legnagyobb részéről kellett Musztafának lemondania, hanem a Száva és Unna melletti vidéket is elvesztette.

### Orosz háború
A magyarországi eseményekkel párhuzamosan folyt a Nagy Péter cár által még 1686-ban elkezdett orosz–török háború. Péter cár hadseregének, az újonnan épített hadiflottára támaszkodva 1696-ban sikerült elfoglalnia a Fekete-tengeri azovi erődítményt.

## Családja
Asszonyai:
- Saliha szultána
- Şehsuvar szultána
- Afife Kadin
- Bahitiyar Kadin
- Ivaz Kadin
- Fülane Kadin

Gyermekei:
- Ayse szultána (1696-1752) - Alicenab Kadintól
- Emine szultána ( 1696-1739) - Alicenab Kadintól
- Safiye szultána (1696-1778) - Alicenab Kadintól
- I.Mahmud oszmán szultán ( 1696-1754) - Saliha szultánától
- Rukiye szultána ( 1697-1698) -Saliha szultánától
- Szulejmán herceg ( 1697-1697) - Afife Kadintól
- Mehmed herceg ( 1698-1703) - Afife Kadintól
- III.Oszmán szultán (1699-1757) -Sehusvar szultánától
- Hatice szultána ( 1698- 1710) - Bahitiyar Kadintól
- Hasszan herceg  ( 1699-1733) - Bahitiyar Kadintól
- Hüseyn herceg ( 1699-1700) - Bahitiyar Kadintól
- Fatma szultána ( 1699-1700) - Saliha szultánától
- Szelim herceg ( 1700-1700) - Afife Kadintól
- Ismihan szultána ( 1700-1700) - Ivaz Kadintól
- Ümmügülszüm szultána  ( 1700-1701) - Fülane Kadintól
- Zejnep szultána (1700-1705) -Fülane Kadintól
- Emetullah szultána ( 1701-1727) - Ivaz Kadin
- Ahmed herceg ( 1703-1703) - Afife Kadintól

### Trónfosztása, halála
A kedvezőtlen események hírére Konstantinápolyban elégedetlenség támadt, és amikor Musztafa a forrongó janicsárokat fegyelemre akarta kényszeríteni, azok fellázadtak és letették a trónról. Helyére fivére, III. Ahmed került.
A volt szultán még ez év (1703) december 29-én meghalt. 39 éves volt és 8 évig uralkodott.